# Opal (gruppo musicale)
Gli Opal, inizialmente noti con il nome di Clay Allison e successivamente ribattezzati Mazzy Star, sono stati un gruppo neopsichedelico del Paisley Underground attivo dal 1982 fino al 1989.

## Storia
Si sono formati nel 1982 come Clay Allison composti dal chitarrista David Roback dei Rain Parade, dalla bassista Kendra Smith dei Dream Syndicate e dal batterista Keith Mitchell. Hanno esordito nel 1983 con il singolo Fell from the Sun.
Nel 1984 hanno cambiato poi nome in Opal e pubblicato per la Rough Trade il primo EP. Nel 1984 esce il nuovo singolo Northern Line, che sarà poi ristampato nel 1989 assieme al singolo precedente nella raccolta Early Recordings.
Nel 1987 pubblicarono il loro album d'esordio Happy Nightmare Baby per l'etichetta SST. Durante il tour promozionale la cantante Kendra Smith lasciò il gruppo. Venne sostituita da Hope Sandoval. Con questa formazione il gruppo entrò in studio per la registrazione del nuovo album Ghost Highway che vide la luce solo nel 1989 con la formazione ribattezzata Mazzy Star.

## Formazione
- David Roback - chitarra
- Kendra Smith - basso e voce
- Keith Mitchell - batteria
- Hope Sandoval - voce

## Discografia

### Discografia come Clay Allison

#### Album
- 1984 - Clay Allison

#### Singoli
- 1984 - Fell from the Sun/All Souls
- 1984 - Grains Of Sand/Fell From The Sun

### Discografia come Opal

#### Album
- 1987 - Happy Nightmare Baby

#### Raccolte
- 1989 - Early Recordings

#### Singoli
- 1985 - Northern Line
- 1991 - Rocket Machine